# 红螺镇水库
红螺镇水库是位于北京市怀柔区北部甘涧峪的水库，蓄水来自怀沙河。
1956年建成。水库面积41万平方米，常年水面面积33万平方米，总库容221万立方米。有主坝，副坝，溢洪道和输水管道各1座。主坝高11米，坝顶长55米。副坝高5米，坝顶长15米。